# Powstanie w Himarze (1912)
Powstanie w Himarze (grec. Εξέγερση της Χειμάρρας) – antyosmańskie wystąpienie ludności greckiej, do którego doszło 18 listopada 1912. 
W czasie I wojny bałkańskiej, działania na froncie epirskim miały dla armii greckiej znaczenie drugorzędne, w porównaniu z działaniami na froncie macedońskim. Na wyspę Korfu w czasie wojny dotarła grupa ochotników, dowodzona przez majora armii greckiej, Spyrosa Spyromilosa, pochodzącego z Himary. Dla wzmocnienia oddziału Spyromilosa, dowodzący oddziałami greckimi w Epirze, gen. Konstantinos Sapuntzakis wysłał oddział 200 Kreteńczyków.
18 listopada 1912 oddział Spyromilosa wylądował w rejonie Himary i doprowadził do powstania miejscowej ludności. Powstańcom udało się bez większych problemów oczyścić z wojsk osmańskich pas wybrzeża pomiędzy Sarandą i Wlorą. Sytuacja skomplikowała się w związku z działaniami Albańczyków, którzy 28 listopada 1912 proklamowali we Wlorze Deklarację Niepodległości. Premier rządu greckiego, Elefterios Wenizelos nie podjął działań by przejąć teren opanowany przez powstańców, obawiając się reakcji Włoch. W początkach grudnia Himara była atakowana przez oddziały albańskie, ale bezskutecznie.
Protokół Florencki, podpisany 17 grudnia 1913 decydował o przekazaniu regionu Himary nowo powstałemu państwu albańskiemu. Skłoniło to mniejszość grecką do proklamowania, w porozumieniu z Atenami, Autonomicznej Republiki Północnego Epiru, ze stolicą w Gjirokastrze.